# Oxyurichthys lemayi
Oxyurichthys lemayi és una espècie de peix marí de la família dels gòbids i de l'ordre dels perciformes.
Els adults poden assolir els 16 cm de longitud total. Es troba a l'Oceà Índi occidental i a Moçambic.